# David Lavender
David Sievert Lavender (Telluride, 4 febbraio 1910 – Ojai, 26 aprile 2003) è stato uno storico e scrittore statunitense, uno dei più prolifici cronisti del West. Lavender pubblicò più di 40 opere, tra le quali due romanzi, molti libri per bambini e un libro di memorie.
A differenza dei suoi due importanti contemporanei, Bernard DeVoto e Wallace Stegner, Lavender non fu un accademico, e gran parte della sua scrittura fu influenzata dalla sua conoscenza diretta del West, delle realtà storiche e dei luoghi rappresentati nei suoi libri: miniere, sentieri, montagne e fiumi. Lavender inoltre venne nominato due volte per il Premio Pulitzer e fu ampiamente ammirato dagli studiosi per la sua accuratezza e obiettività.

## Gioventù
David Lavender nacque e crebbe in un allevamento di bestiame 20 miglia a nord di Telluride, in Colorado, allora una città mineraria in declino. Durante la sua giovinezza lavorò come cercatore d'oro e cowboy, e il suo amore per la vita all'aria aperta lo portò a diventare un appassionato alpinista e ambientalista.
Sebbene fosse cresciuto nelle montagne rustiche del Colorado occidentale, Lavender proveniva da una famiglia che apprezzava molto l'apprendimento e l'istruzione: suo nonno fu un giudice della Corte suprema del Colorado, ed entrambi i suoi genitori ricevettero un'istruzione universitaria; Lavender frequentò la Mercersburg Academy in Pennsylvania, e in seguito studiò legge e arti liberali all'Università di Princeton; dopo la laurea nel 1931, frequentò brevemente la Stanford Law School prima di tornare nel Colorado occidentale per aiutare il suo patrigno Edgar Lavender a gestire il suo ranch.
Dopo la morte del suo patrigno nel 1934, continuò a vivere nel ranch fino a quando la banca non lo riacquistò nel 1935; Lavender in seguito si trasferì a Denver, dove lavorò per un'agenzia pubblicitaria e scrisse narrativa per popolari riviste pulp e pubblicazioni per ragazzi come Boys' Life.

## Carriera di scrittore
Nel 1939, Lavender si trasferì a Ojai, in California, dove iniziò a lavorare come insegnante; vendette tre racconti al The Saturday Evening Post e continuò a contribuire ad altre pubblicazioni. Iniziò a scrivere del West, che aveva sperimentato crescendo, desiderando uno stile di vita che sentiva lentamente svanire. Iniziò a scrivere dei suoi giorni di lavoro nella miniera di Camp Bird vicino a Ouray, in Colorado, come minatore. Il risultato fu un libro di memorie, One Man's West, pubblicato nel 1943. Quell'anno, Lavender iniziò a insegnare inglese alla Thacher School, un collegio a Ojai, dove incoraggiò e sostenne molti giovani scrittori. Lavender mantenne la sua posizione di insegnante presso la Thacher School fino al 1970.
Il West della giovinezza di Lavender era ancora un luogo di allevatori, minatori, cowboy, cercatori e alpinisti: per la maggior parte degli uomini, un mondo di lavoro massacrante, solitario e pericoloso. In One Man's West, tuttavia, Lavender non si concentrò sul "freddo e sulla crudele stanchezza", ma scrisse invece sulla "moltitudine di piccole cose che nella loro somma compongono la poesia elementare della roccia, del ghiaccio e della neve". Lavender si sentì obbligato a documentare le sue esperienze nell'aspro sud-ovest del Colorado per preservare quello che considerava uno stile di vita in rapida scomparsa. Nel 1948, il successo dei libri di memorie di Lavender proseguì con The Big Divide, una storia della regione delle Montagne Rocciose, che sancì la sua reputazione di storico serio.
Il successo di critica e commerciale di questi due libri lanciò la carriera letteraria di Lavender. Nel 1954, Lavender pubblicò Bent's Fort, uno storico punto di riferimento del West, situato sulla parte superiore del fiume Arkansas, nell'attuale Colorado sud-orientale. Costruito da Charles e William Bent, Bent's Fort era un enorme forte privato che rimase fino al 1849 come centro del commercio con i nativi americani delle pianure centrali. La storia scritta da Lavender di questi uomini e il loro ruolo nell'apertura della regione sud-occidentale del Nord America è stata paragonata alle opere di eminenti storici come Francis Parkman e William H. Prescott.
Nel 1958 Lavender scrisse The Trail to Santa Fe, centrato su Zebulon Pike e sulla sua esplorazione del sud-ovest americano nell'attuale Missouri, Kansas, Colorado e Nuovo Messico. Durante gli anni '60 e '70, Lavender scrisse una serie di storie del West, tra cui Red Mountain nel 1963, Westward Vision: The Story of the Oregon Trail nel 1963, The Rockies nel 1968 (Harper & Row) e The American West in 1969.
Negli anni '80, Lavender si concentrò particolarmente in veste di storico, scrivendo sul Pacifico nord-occidentale in Fort Vancouver (1981), Wyoming in Fort Laramie (1984), Utah e Arizona in Colorado River Country (1982) e in River Runners of the Grand Canyon (1985), California in California: A Place, a People, a Dream (1986) e in California: Land of New Beginnings (1987) e Colorado in The Telluride Story (1987). Produsse anche storie generali del West in Overland Migrations (1981), Colorado River Country (1982), The Great West (1985), The Way to the Western Sea (1988) e American Heritage History of the West (1988).
Nel 1992, Lavender pubblicò Let Me Be Free: The Nez Percé Tragedy (1992), una tragica storia della fuga degli indiani Nez Percé, dalla loro patria al Canada, per sfuggire alla cavalleria degli Stati Uniti. Lo scontro tra gli europei-americani e gli indiani d'America fu un argomento trattato da Lavender in molti dei suoi lavori precedenti.
Nell'ultimo decennio della sua vita, Lavender concentrò la sua scrittura sul sud-ovest americano, e i suoi libri De Soto, Coronado, Cabrillo: Explorers of the Northern Mystery (1992), The Santa Fe Trail (1995), Pipe Spring and the Arizona Strip (1997), Mother Earth, Father Sky: Pueblo Indians of the American Southwest (1998) e Climax at Buena Vista: The Decisive Battle of the Mexican-American War (2003) hanno contribuito la storia della regione.

## Onorificenze e riconoscimenti
Lavender ottenne due nomine per il Premio Pulitzer e ricevette numerosi riconoscimenti per le sue opere, tra i quali uno dall'America Heritage e uno dal Western Writers of America. Ricevette due Guggenheim Fellowship per studiare il commercio di pellicce, e il Commonwealth Club of California gli ha assegnò quattro medaglie per le sue storie del Colorado, del Pacifico nord-occidentale e della spedizione di Lewis e Clark. Nel 1997 ricevette il Wallace Stegner Award dal Center of the American West presso l'Università del Colorado.

## Vita privata
All'inizio degli anni '30, Lavender sposò Martha Bloom, che diede alla luce il loro unico figlio, David G. Lavender nel 1934.
Dopo la morte di sua moglie nel 1959, sposò la sua seconda moglie, Mildred Moreland, con la quale rimase per 25 anni, prima che anche lei morisse. Nel 1990, nel giorno del suo ottantesimo compleanno, Lavender sposò la sua terza moglie, Muriel Sharkey, che conobbe per la prima volta durante un viaggio sul fiume attraverso il Grand Canyon. Nel 2003, la sua salute cominciò a peggiorare: Lavendar morì per cause naturali nella sua casa di Ojai, in California, il 26 aprile 2003, all'età di 93 anni. Gli sopravvissero sua moglie Muriel, suo figlio David e numerosi nipoti, figliastri e pronipoti.

## Opere
- One Man's West (1943)
- Andy Claybourne (1946)
- The Big Divide: The Lively Story of the People of the Southern Rocky Mountains (1948)
- Snowbound: The Tragic Story of the Donner Party (1948)
- Bent's Fort (1954)
- Trail to Santa Fe (1958)
- Red Mountain (1963)
- Westward Vision: The Story of the Oregon Trail (1963)
- The American West (1969)
- Penguin Book of the American West (1969)
- The Great Persuader: The Biography of Collis P. Huntington (1970)
- California (1972)
- The Rockies (1975)
- Nothing Seemed Impossible: William C. Ralston and Early San Francisco (1975)
- David Lavender's Colorado (1976)
- One Man's West (1977)
- Winner Take All: The Trans-Canada Canoe Trail (1977)
- Land of Giants: Drive to the Pacific Northwest, 1750-1950 (1979)
- The Fist in the Wilderness (1979)
- Overland Migrations: Settlers to Oregon, California, and Utah (1980)
- Los Angeles, Two Hundred (1980)
- Fort Vancouver (1981)
- Overland Migrations (1981)
- Colorado River Country (1982)
- The Southwest (1984)
- Fort Laramie: A Guide to Fort Laramie National Historic Site (1984)
- River Runners of the Grand Canyon (1985)
- The Great West (1985)
- Fort Laramie and the Changing Frontier (1985)
- California: A Place, a People, a Dream (1986)
- California: Land of New Beginnings (1987)
- The Telluride Story (1987)
- The Way to the Western Sea (1988)
- American Heritage History of the West (1988)
- Let Me Be Free: The Nez Perce Tragedy (1992)
- De Soto, Coronado, Cabrillo: Explorers of the Northern Mystery (1992)
- Mask Arts of Mexico (photographer) (1994)
- The Santa Fe Trail (1995)
- Pipe Spring and the Arizona Strip (1997)
- Mother Earth, Father Sky: Pueblo Indians of the American Southwest (1998)
- Fort Vancouver: Fort Vancouver National Historic Site, Washington (2001)
- Climax at Buena Vista: The Decisive Battle of the Mexican-American War (2003)